# 恐竜探険隊ボーンフリー
『恐竜探険隊ボーンフリー』（きょうりゅうたんけんたいボーンフリー）は、1976年10月1日から1977年3月25日までNET（現・テレビ朝日）系列で毎週金曜18:00 - 18:30に放送されていた特撮・アニメ番組である。円谷プロダクション制作。全25話。

## 概要
後に『恐竜大戦争アイゼンボーグ』『恐竜戦隊コセイドン』とともに「円谷恐竜三部作」と称されることになる3作品の第1作目である。恐竜やメカなどはモデルアニメーションを含むミニチュアによる実写特撮、人間などのキャラクターはセルアニメ、という表現方法にて製作されている。円谷プロではこの手法を「立体アニメ」（または「立体アニメーション」）と称している。
円谷プロダクションでは同時期に『プロレスの星 アステカイザー』も制作していた関係から、本作品のアニメ部分は日本サンライズに、実写部分は日本現代企画に、それぞれ下請制作を任せていた。特撮パートは、日本現代企画の撮影所である狛江スタジオを使用している。
『巨獣惑星』、『恐竜特捜隊DC-8』、『ザウルス号アドベンチャー』、『ザウルス号の冒険』という4つの企画を経て実現した。いずれもモデルアニメーションを使ったリアルな恐竜の生態表現を志していた。『DC-8』では人間は完全実写での表現を予定していた。『ザウルス号の冒険』では主人公はチームの少年であった。ザウルス号以降の企画では精巧な人形を使っての人物の描写を予定していた。怪奇性を盛り込んだ『ザウルス号の冒険』の企画の一部は『ファイヤーマン』で実現している。このうち『巨獣惑星』は2分40秒のパイロットフィルムが製作されており、本作品の実現に繋がったとされる。
旭通信社が企画に加わった時期に本作品に調整され、セルアニメを使用することとなった。
古生物学者の小畠郁生が監修として参加している。恐竜の描写は当時最新の学説に極力基づいて描かれており、従来の怪獣ものとは一線を画している。そのため、正しい形状に留意して恐竜のイラストが脚本内に掲載されるなどしていたが、尻尾を引きずる恐竜が実際の映像では多かった。
前年に発見されたエゾミカサリュウや一般には馴染みの薄いポラカントスやコリトサウルスなどが登場するのも特徴である。
「アニメーションによる人物表現」は、『サンダーバード』などに見られるスーパーマリオネーションを意識したために採られた方法である。また『アステカイザー』共々、特撮に替わり子供番組の中心となっていったアニメーションへの挑戦であったともされ、さらに特撮を加えることによって新しい映像表現を見出そうとしていた。しかし、モデルアニメーションゆえに高額の製作費が掛かってしまい製作スケジュールが破綻。2クールで終了した。恐竜シリーズの中では最短話数である。
この手法は次作『恐竜大戦争アイゼンボーグ』にも引き継がれた。『アイゼンボーグ』では恐竜たちがモデルアニメーションではなく着ぐるみを用い、『恐竜戦隊コセイドン』は全編実写で制作されるなど相違点もある。
スポンサーはトミー（現：タカラトミー）の1社提供。本作品は、同社が初めて本格的にスポンサードした特撮およびアニメ番組でもある。
2009年1月から6月まで、チャンネルNECOの「円谷特撮アワー」枠にて再放送された。
撮影に使用されたティラノサウルスのアップ用ギニョールは、2021年時点で現存が確認されている。通常、造型に用いられるラテックスは劣化しやすいが、このギニョールは45年後も良好な状態を保っている。

## ストーリー
1996年、地球に接近したアービー彗星に伴う地殻変動によって、中生代の環境を維持していた地底の大空洞から恐竜が地上に姿を現した。国際自然保護連合は現在の環境に適応できずに死んでいく恐竜たちを保護するため恐竜捕獲隊「ボーンフリー隊」を組織した。ボーンフリー隊は富士山麓に基地指令室を置き、専用の大型探検車ボーンフリー号や輸送機キャリードンキーなど様々なメカを駆使し、環境変化や恐竜抹殺を訴える人間たち、さらに密猟者バトラーなどの手から恐竜たちを保護するために奮闘する。

## 登場キャラクター

### ボーンフリー隊
首長竜のシルエットの上に「DINOSAURS CATCHER」（恐竜捕獲隊）の文字を冠した紋章を使用している。隊員服は青を基調としたサファリジャケットで、ズボンとヘルメットは全員共通だが、男性用は長袖と胸ポケット付きのジャケットと黒い長靴なのに対し、女性用は半袖で胸ポケットが無く赤い長靴である。また、体温調整機能もある。
北山 丈二：森功至
ボーンフリー隊のリーダー。通称ジョージ。恐竜保護に熱い熱意を持つが、恐竜と人間の命の選択を迫られることもしばしばある。身体能力が高く、危険な任務に自ら赴くこともある。
権田 明：兼本新吾
通称ゴンさん。メカニック担当。がっしりとした見た目に反して意外にアクティブな活躍が多い。当初は恐竜の保護に消極的だったが、次第に意義を感じるようになる。正男の父とは大学時代からの知り合いだったらしい。
- 番組のテーマソングを歌った子門真人がモデルになっている。

小山 三郎：上恭ノ介
通称ガラ。食料および通信担当。駄洒落が好き。気弱な性格だが、割りと小器用に様々な仕事をこなす。ゴンさんと同様に消極的だったが、徐々に恐竜を護る意味を感じるようになる。
牧 令子：栗葉子
紅一点。通称レイコ。怪我をした恐竜や救出した人物や正男の治療をすることが多い。
正木 正男：高橋和枝
正木博士の孫で小学生。通称マサオ。恐竜の知識が豊富。その熱意ゆえに先走ることが多い。
ドン
正男の愛犬のセント・バーナード。恐竜の痕跡を見つけたり、正男を助けたりと意外に活躍が多い。ここまでがエンディングで歌われている「5人と1匹」である。
正木博士：根本好章→（第19話より）中江真司
恐竜保護活動の中心人物。基本的には前線には出ないが、第24話（北海道）と第25話（サーロン島）ではボーンフリー隊とともに出動し、前線で指揮を執った。
木村 久子：加藤早紀子
正木博士の助手。通称チャコ。彼女も基本的には前線には出ないが、正木博士同様、第24話と第25話では前線に出た。

### 恐竜密猟組織
キング・バトラー：滝口順平
第4話から登場する恐竜を狙う密猟者。様々な動物を狩り、恐竜の首を飾るのが夢。キングバトラー装甲車を使い恐竜の密猟およびボーンフリー隊の妨害工作なども行うが、逆に救出されることも多い厄介者。右目に片眼鏡をしている。第17話でポラカントスともども谷に落ち、砂にのまれて死亡。死の間際にレディ・バトラーに連絡をし、ボーンフリー隊への恨みの言葉を残す。
グレン：伊海田弘
キング・バトラーの部下で第4話から登場。キングバトラー装甲車の操縦を担当。第17話でキング・バトラーともども、砂にのまれて死亡する。
サミー：村山明
キングバトラーの部下で第11・12話に登場。声色を使うのが得意で正男に化けてボーンフリー隊を騙した。
レディ・バトラー：池田和歌子
第17話から登場。キング・バトラーの娘。父と異なり恐竜に興味がなく、逆に父を自分から奪った恐竜を憎み、殺害することが目的で活動。と同時に父と敵対したボーンフリー隊にも憎しみを抱いており、その復讐をも狙っている。父の死を契機に活動を始め、装甲車ワイルドキャットで暗躍。また、父と異なり部下任せにはせず、自ら銛やダイナマイトで恐竜にとどめを刺す。また黒猫のジュリーをかわいがっている。第23話で丈二に命に救われたことがきっかけで心境に変化が生じ、つづく第24話でボーンフリー隊が人命救助のためにK弾を撃ち込んだエゾミカサリュウが死に場所を探すのを見逃してくれという丈二の声を聞きいれたため、リックに叩きだされた直後に地割れに落ちる。しかし、再度丈二に救出され、完全に心を入れ替えて去って行った。
リック：水鳥鉄夫
第18話から登場。レディ・バトラーの部下。彼も父と母を「恐竜に殺されて」いる。ワイルド・キャットの操縦を担当。心変わりしたレディー・バトラーをワイルドキャットから叩きだすが、直後に地割れに巻き込まれてワイルドキャットごと落ちて行った。

### その他
- ナレーション、フリーランナー操縦者、コンピュータの声：中江真司

### ゲスト
エリックじいさん：水鳥鉄夫（第5話）
オーストラリアのマクドネル山脈で金鉱を探す老人。トリケラトプスを目撃し、通報。それを知ったキング・バトラーからの大金に目がくらんで道案内をするが、現場についた途端、用済みとばかりに放り出される。その後、ボーンフリー隊に救出され、トリケラトプス保護後に恐竜保護の意義をボーンフリー隊に尋ねる。
スミス：松岡文雄（第7話）
カナダ中央部の森林監視所の所員。地震に巻き込まれ、ボーンフリー隊に救助される。
アン：横沢啓子（第7話）
スミスの娘。歳は正男に近い。父の救助を求めて街まで向かうが、崖から落ちたところを丈二に救助される。以後は正男とステゴサウルスの子供と共に行動する。
キャッサバ：白川澄子（第15話）
ニューギニアの少年。父から聞いた恐竜の道の伝説を信じており、同じ伝説を信じる正男と意気投合。正男と一緒に恐竜の道を探しに行ってしまう。ちなみに正男は母からその伝説を聞いていた。
テオテビ：村松康雄（第15話）
キャッサバの父。キング・バトラーに頼まれ、彼らを恐竜の道に案内してしまう。なお恐竜の道とはトロエドンの生息する谷のことだった。
チッチ：小熊恭子（第16話）
ゴンさんのペットのオウム。ゴンさんがボーンフリー隊に入隊する時に友人に預けていたが、休暇を取った時に引き取った。ゴンさんと離れて寂しい思いをしたため、その反動で現場までついてきてしまい、ついにはアンキロサウルスの口の中に入ってしまう。それを見たゴンさんは、チッチがアンキロサウルスに食べられたと勘違いし、暴走する。チッチは正男の父からもらったもので、大学時代、卒論を書いている途中で居眠りしてしまったゴンさんはチッチが呼びかけたことにより下宿の火事から逃げることができたという過去があった。
飛行機の操縦士（第18話）
ワイルド・キャットの活動を目撃するが、レディ・バトラーに撃墜される。彼の通報でボーンフリー隊はレディ・バトラーの活動を初めて知った。
トミー：麻上洋子（第21話）
ライアンの息子。正男より年下らしい。消息を絶った父を心配し、ボーンフリー隊とともに父の捜索に出動する。父を心配するあまり暴走。レディー・バトラーに言葉巧みに騙され、彼女に暗号を漏らした上、さらにマイクで情報を漏らしてしまう。その短慮が結果的に父の救出活動を妨害することになってしまう。
ライアン：玄田哲章（第21話）
ロンドン大学の教授。アラビア半島でディプロドクスを発見するが、直後に乗っているヘリが墜落し、消息を絶つ。後にディプロドクスの生息地で発見されるが、恐竜殺害を狙ったレディー・バトラーの妨害にあったため救出作業は難航。目の前にディプロドクスが迫り窮地に陥るが、キャリードンキーによって間一髪ヘリごと救出された。
ベロ：渡辺知子（第22話）
ニューギニアの原住民。ブロントサウルス親子がゴルゴサウルスに襲われるところに遭遇。親恐竜はレディー・バトラーに殺されてしまったが、残された子供の恐竜を保護し、アルガメと名付けてかわいがる。両親がいない自分の境遇をアルガメに重ね合わせている。そしてあとからやってきたボーンフリー隊をレディー・バトラーの一味と誤認。恐竜を殺しに来たと思いこみ、アルガメのボーンフリー隊への引き渡しをかたくなに拒む。
ヤゲン：矢田稔（第22話）
ベロの祖父。ベロとともにアルガメを保護する。ベロと違い、ボーンフリー隊には理解を示している。
サム：細井重之（第23話）
アメリカノースダコタ州に現われたティラノサウルスに襲われた村の住人。デュークの仇打ちを願うが恐竜保護活動を行なうボーンフリー隊に疑念を抱き、レディー・バトラーにつく。だが、レディー・バトラーがボーンフリー隊の不名誉のためにティラノサウルスを村へと誘導したのを見て自分の間違いに気づく。
デューク：船場克敏（第23話）
サムの住む村の住人。無謀にもティラノサウルスを倒そうとしたが、逆に殺されてしまう。
オリバー：伊海田弘（第23話）
同じくサムの住む村の住人。
大山：筈見純（第24話）
エゾミカサリュウが出現した北海道夕張市炭鉱付近の住民。
小田：伊海田弘（第24話）
同じく夕張市炭鉱付近の住民。
一郎：白川澄子、春子：山田栄子（第25話）
ボーンフリー隊の取材に来た豆記者。取材に訪れたちょうどその時、サーロン島の保護区でティラノサウルスが柵を食い破って草食恐竜の保護区に入ったという報せが入り、一緒に保護区まで行く。事件解決後、正男は今までの出来事を振り返りながら、2人を案内した。だが一郎が恐竜、しかも肉食恐竜の写真を撮ろうとして単独行動をとってしまう。

## 登場メカ
- ボーンフリー号の操縦室やボーンフリー隊の基地指令室、キングバトラー号の内部など背景用のミニチュアセットが美術班によって製作されている[4]。

ボーンフリー号
ボーンフリー隊の主力となる水陸両用万能車両。各部のコントロール機器や操縦席、居住区を備えた1号と各種小型メカを搭載した2号に分離可能。非武装。フロートを展開して左右側面の外輪装置により水上航行も可能。
1号
上部砲台に麻酔銃、ネット砲を装備。前部にウインチ装置を持つ。
2号
下記小型メカを搭載・格納。急坂踏破能力に優れる。
フリーシーガル
2号車上部に搭載された、トンボの頭部を模した超小型の汎用ヘリコプターで時速230キロで飛ぶ。シーガルとは「カモメ」の意。密猟者鎮圧用の催涙ガス弾を装備。
フリービークル
キャタピラを持つ小型探検車。最高時速は170キロ。車体上部にレーダーアンテナを搭載。恐竜捕獲用の電撃ワイヤーを装備。

フリーマッカール
鮫の姿を模した特殊小型潜水艇。マッカールは「サバ」の意。
- デザインはメインスポンサーのトミーが担当。円谷プロでは外部の玩具メーカーが初めて担当した作品となる。
- ミニチュアはヒルマモデルクラフトが制作し、30センチメートルほどのサイズのもののみが作られた。水中で実際に撮影するため、FRPで粘土原型から抜いているが、中に両舷の外輪とライトを動かすためのモーターが仕込まれており、防水措置をどのようにしていたかは不明である。ハッチが開き、フィンが上下するほか、風防には手書きのスジボリで六角形の模様が入っている。原口智生が円谷プロの倉庫から譲り受けた知人に譲ってもらった際には、潜望鏡がなく、水平翼も折れて欠損していたが、商品化用に残されていた六面写真をもとに修復している。

気球
ボーンフリー号が進めない高地での活動に使われる小型の気球。

キャリーバード
本体下部に設置された前後に分割した赤い逆ドーム部分にボーンフリー号を搭載して輸送する大型VTOLティルトローター機。飛行速度はマッハ3。非武装。
キャリードンキー
保護した恐竜を、気嚢内部に格納された吊り下げ式の檻に収納し、中生代に近い自然環境が完備された「サーロン島」まで輸送するジェットエンジン推進の特殊飛行船。キャリーバードに随伴して発進、マジックハンドでボーンフリー号を保持することも可能。
フリーランナー
高速で飛ぶ飛行機。緊急の輸送などに使われる。
キングバトラー号
キャタピラで悪路を走行できるキング・バトラーの装甲車。砲身で恐竜を撃つ他に巨大ハサミなどの追加装備もあるが、最後はキングバトラーと共に流砂に飲まれてしまう。
作品中ではキングバトラー号と呼ばれるが、関連書籍ではベアーキャットと記述されている。
ワイルドキャット
黄色いレディ・バトラーの装甲車。6つのタイヤで疾走する。
次回予告ではこの名称で呼ばれ、「WILDCAT」とマーキングされているが、関連書籍ではヘルキャットと記述されている。

## スタッフ
- 監修：小畠郁生
- 企画：円谷プロダクション、旭通信社
- プロデューサー：高橋正樹（NET）、円谷粲（円谷プロダクション）、岩上清志（旭通信社）
- プロデューサー補：大木淳、小森徹
- 脚本：阿部桂一、安藤豊弘、山崎忠昭、若槻文三、田口成光、久保田圭司
- 監督：高野宏一、大木淳、鈴木清、鈴木俊継
- 音楽：冬木透
- 実写撮影：大岡新一
- 照明：松丸善明
- 操演：白熊栄次
- 実写美術：山口修
- 編集：山下登喜子
- 効果：伊藤克己（スワラ・プロ）
- 録音：成田茂
- 記録：竹田ひろ子
- 計測：宮下成治、宇井忠幸
- 照明助手：高野和男
- 美術助手：寒竹恒夫
- 助監督：鈴木一
- ネガ編集：太田百子
- タイトル：石田徹
- 制作主任：小池一三
- 動画監督：河島治之、秦義人、秦泉寺博
- 原画・動画：ペーパームーン
- 彩色：グループジョイ
- 背景：東條俊寿
- 動画演出補：山崎和男
- 動画撮影：東京アニメーションフィルム
- 背景スチール：手塚龍行
- 進行：高山幸直
- 立体アニメーション：田畑博司
- 視覚効果：中野稔
- 制作協力：創映社、日本現代企画、サンライズスタジオ
- デン・フィルム・エフェクト、ヒルマモデルクラフト、沼里企画、光子館、五十嵐デザインオフィス、東京現像所、整音スタジオ
- 掲載：小学館
- 制作：NET（現：テレビ朝日）、円谷プロダクション

## 放送リスト
| 話数 | 放送日         | サブタイトル                    | 脚本       | 監督     | 登場恐竜                                       |
| ---- | -------------- | ------------------------------- | ---------- | -------- | ---------------------------------------------- |
| 1    | 1976年 10月1日 | 行け！ボーンフリー号            | 阿部桂一   | 高野宏一 | ブロントサウルス親子                           |
| 2    | 10月8日        | 恐怖の肉食恐竜 アロサウルス     | 阿部桂一   | 高野宏一 | ブロントサウルス親子、アロサウルス             |
| 3    | 10月15日       | ブロントサウルスを救え！        | 阿部桂一   | 高野宏一 | ブロントサウルス親子                           |
| 4    | 10月22日       | 砂漠の暴れん坊 ティラノサウルス | 阿部桂一   | 高野宏一 | ティラノサウルス                               |
| 5    | 10月29日       | トリケラトプスの卵を守れ！      | 阿部桂一   | 高野宏一 | トリケラトプス（親と卵）                       |
| 6    | 11月5日        | トラコドンの涙                  | 阿部桂一   | 高野宏一 | トラコドン（オス、メス）、トリケラトプスの子供 |
| 7    | 11月12日       | 親にはぐれたステゴサウルス      | 阿部桂一   | 高野宏一 | ステゴサウルス、アロサウルス                   |
| 8    | 11月19日       | イグアノドン対ティラノサウルス  | 安藤豊弘   | 高野宏一 | イグアノドン、ティラノサウルス                 |
| 9    | 11月26日       | 赤ちゃん恐竜を救え!!            | 安藤豊弘   | 大木淳   | トリケラトプス親子、テラノドン                 |
| 10   | 12月3日        | 少年と恐竜の詩                  | 安藤豊弘   | 大木淳   | トリケラトプス親子、テラノドン                 |
| 11   | 12月10日       | 大暴れ！ステゴサウルス          | 山崎忠昭   | 高野宏一 | ステゴサウルス                                 |
| 12   | 12月17日       | 素晴しい友！ステゴサウルス      | 山崎忠昭   | 高野宏一 | ステゴサウルス                                 |
| 13   | 12月24日       | 台地の帝王 ゴルゴサウルス       | 阿部桂一   | 高野宏一 | ゴルゴサウルス、テラノドン                     |
| 14   | 1977年 1月7日  | 飛べ！テラノドン                | 阿部桂一   | 鈴木清   | テラノドン2体                                  |
| 15   | 1月14日        | 恐竜の道の秘密                  | 若槻文三   | 鈴木清   | トロエドン                                     |
| 16   | 1月21日        | アンキロサウルスは友達          | 田口成光   | 高野宏一 | アンキロサウルス                               |
| 17   | 1月28日        | キングバトラーの最期！          | 阿部桂一   | 高野宏一 | ティラノサウルス、ポラカントス                 |
| 18   | 2月4日         | 復讐の鬼 レディ・バトラー       | 阿部桂一   | 高野宏一 | トラコドン、モノクロニウス                     |
| 19   | 2月11日        | ジャンボ恐竜 ブラキオサウルス   | 田口成光   | 大木淳   | ブラキオサウルス                               |
| 20   | 2月18日        | 百竜の王 ティラノサウルス       | 安藤豊弘   | 鈴木俊継 | ティラノサウルス、コリトサウルス               |
| 21   | 2月25日        | ディプロドクス大救出作戦        | 久保田圭司 | 鈴木俊継 | ディプロドクス                                 |
| 22   | 3月4日         | ガンバレ！チビッコ恐竜          | 安藤豊弘   | 高野宏一 | ブロントサウルス親子、ゴルゴサウルス           |
| 23   | 3月11日        | 人喰い恐竜を倒せ！              | 阿部桂一   | 高野宏一 | ティラノサウルス                               |
| 24   | 3月18日        | 謎の恐竜 エゾサウルス           | 阿部桂一   | 高野宏一 | エゾミカサリュウ、ステゴザウルス               |
| 25   | 3月25日        | 恐竜よいつまでも！              |            | 高野宏一 |                                                |

- 1976年12月31日は、18:30 - 19:54に演芸特別番組『'76笑い納めだ!大爆笑』が編成されたことにより、18:30の『ANNニュースレーダー』と18:50の『各地のニュース』（関東地区は『ANN首都圏ニュース』）がそれぞれ30分繰り上がったため休止。

## 主題歌
- オープニングテーマ - 「行け！ボーンフリー」 作詞：藤公之介 / 作曲・編曲：冬木透 / 歌：子門真人、コロムビアゆりかご会
- エンディングテーマ - 「恐竜よ いつまでも」 作詞：藤公之介 / 作曲・編曲：冬木透 / 歌：子門真人、コロムビアゆりかご会

## コミカライズ
- 小学一年生 1976年11月号 - 1977年3月号連載 小島利明
- 小学二年生 1976年11月号 - 1977年3月号連載 内山まもる
- てれびくん 1976年11月号 - 1977年3月号連載 久松文雄

## 映像ソフト化
- 1997年11月-12月にかけて全話収録のビデオ（VHS・全6巻）がビクターエンタテインメントより発売。
- 1997年12月17日に全話収録のLD-BOXがビクターエンタテインメントより発売[18]。
- 2003年12月25日に全話収録のDVD-BOXがマーベラスエンターテイメントより発売。
- 単巻DVDが2014年3月から東映ビデオより発売。

## ネット局
- NETテレビ（制作局）：金曜 18:00 - 18:30
- 北海道テレビ：金曜 18:00 - 18:30[19]
- 東日本放送：金曜 18:00 - 18:30
- 名古屋テレビ：金曜 17:00 - 17:30
- 朝日放送：日曜 18:30 - 19:00
- 広島ホームテレビ：金曜 17:00 - 17:30
- 九州朝日放送：金曜 17:55 - 18:25[注釈 8]

## 巨獣惑星・円谷立体アニメ
1974 ‐ 1975年に円谷プロで制作された2分40秒のパイロットフィルムで、この2作品を本作品の実質的なパイロットフィルムと位置づけている書籍もある。

### スタッフ
※特記なしは両作品共通
- モデルアニメーション：鯨井実（『巨獣惑星』では作画と兼任）
- 撮影：佐川和夫（『巨獣惑星』のみ）、宮重道久（『巨獣惑星』のみ）、佐藤誠二郎
- 作画：木村金男（『円谷立体アニメ』のみ）
- 演出：宮重道久（『円谷立体アニメ』のみ）

### 巨獣惑星
1974年制作。人物はセルアニメ、登場する怪物はモデルアニメーションによって表現されている。ストーリーは宇宙船で未知の惑星に漂着してタンクで探検する二人の隊員が2体の怪物、巨鳥と触角獣に遭遇するというもので、隊員は怪物によって宇宙船とタンクを破壊されるが、謎の巨人によって救出されるというもの。

### 円谷立体アニメ
1975年制作。登場する怪物はモデルアニメーションによって表現されているが、人物は場面によってセルアニメと実写撮影に替わる形式となっている。ストーリーはドライブ中の男（出演・平野康）が、トンネルを抜けると突然砂丘に迷い込んでしまい、巨鳥に襲われ、車を置き捨てて戦いを挑むものの、その最中に起こった地震によって地割れに巻き込まれた男はセルアニメで表現された巨大な少女の住む世界に迷い込んでしまい、少女に追いかけられる中で車を見つけた男は小さな穴（実はトンネル）を見つけて元の世界に帰還するというものである。